# Јеменски миш
Јеменски миш (лат. Myomyscus yemeni, енгл. Yemeni mouse) је врста глодара из породице мишева (лат. Muridae).

## Распрострањење
Врста има станиште у Јемену и Саудијској Арабији.

## Станиште
Врста Myomyscus yemeni има станиште на копну.

## Угроженост
Ова врста није угрожена, и наведена је као последња брига јер има широко распрострањење.

### Популациони тренд
Популациони тренд је за ову врсту непознат.